# Eunidia mediomaculatoides
Eunidia mediomaculatoides là một loài bọ cánh cứng trong họ Cerambycidae.